# Devigadde, Ankola
Devigadde là một làng thuộc tehsil Ankola, huyện Uttara Kannada, bang Karnataka, Ấn Độ.